# Gazawa
Gazawa est une commune du Cameroun située dans la région de l'Extrême-Nord et le département du Diamaré.

## Population
Lors du recensement de 2005, la commune comptait 27 395 habitants, dont 11 006 pour Gazawa Ville.
Les populations les plus représentées sont les Peuls, les Mofu, les Guiziga, les Mafa et les Kanouri.

## Structure administrative de la commune
Outre la ville de Gazawa proprement dite, la commune comprend notamment les villages suivants  :
- Barza Foulbé
- Barzao
- Dasdeo
- Dingoula
- Domayo Dalari
- Domayo Koïré
- Dourbeling Guiziga
- Edelwo
- Hodango Moufou
- Ibbao Foulbé
- Ilel Guiziga
- Koumiwol Guiziga
- Koumiwol Moufou
- Makoumba I
- Makoumba II
- Makoumba III
- Massakal Kongong
- Mayel Naoudé Foulbe
- Mayel Naoudé Guiziga
- Mazawar
- Mbankara Bangui
- Mbankara Ibbao
- Mbankara Nassarao
- Mbankara Siboulam
- Minawa Foulbe
- Minawa Guiziga
- Minguiliao
- Miziling
- Moussirak Gada Kasseyel
- Moussirak Foulbe
- Narewa Guiziga
- Ngaroua
- Palakondel
- Papalam
- Papalamwo
- Peré Peré Foulbé
- Pourtamai Foulbe
- Pourtamai Guiziga
- Wawala Guiziga
- Wouro Matal
- Wouro Ngoba
- Wouro Wandou Foulbe
- Wouro Wandou Moufou
- Yola Maliki Foulbe
- Yola Maliki Moufou
- Zoumba Foulbe
- Zoumba Guiziga